# Доброленка
Доброленка (пол. Dobrołęka) — село в Польщі, у гміні Ольшево-Борки Остроленцького повіту Мазовецького воєводства.
Населення — 210 осіб (2011).
У 1975-1998 роках село належало до Остроленцького воєводства.

## Демографія
Демографічна структура станом на 31 березня 2011 року:
|          | Загалом | Допрацездатний вік | Працездатний вік | Постпрацездатний вік |
| -------- | ------- | ------------------ | ---------------- | -------------------- |
| Чоловіки | 98      | 27                 | 63               | 8                    |
| Жінки    | 112     | 26                 | 71               | 15                   |
| Разом    | 210     | 53                 | 134              | 23                   |